# العلاقات الألمانية - القطرية
العلاقات الألمانية القطرية هي العلاقات الثنائية بين ألمانيا ودولة قطر. تأسست العلاقات بين البلدين لأول مرة عام 1973. 

## التمثيل الدبلوماسي

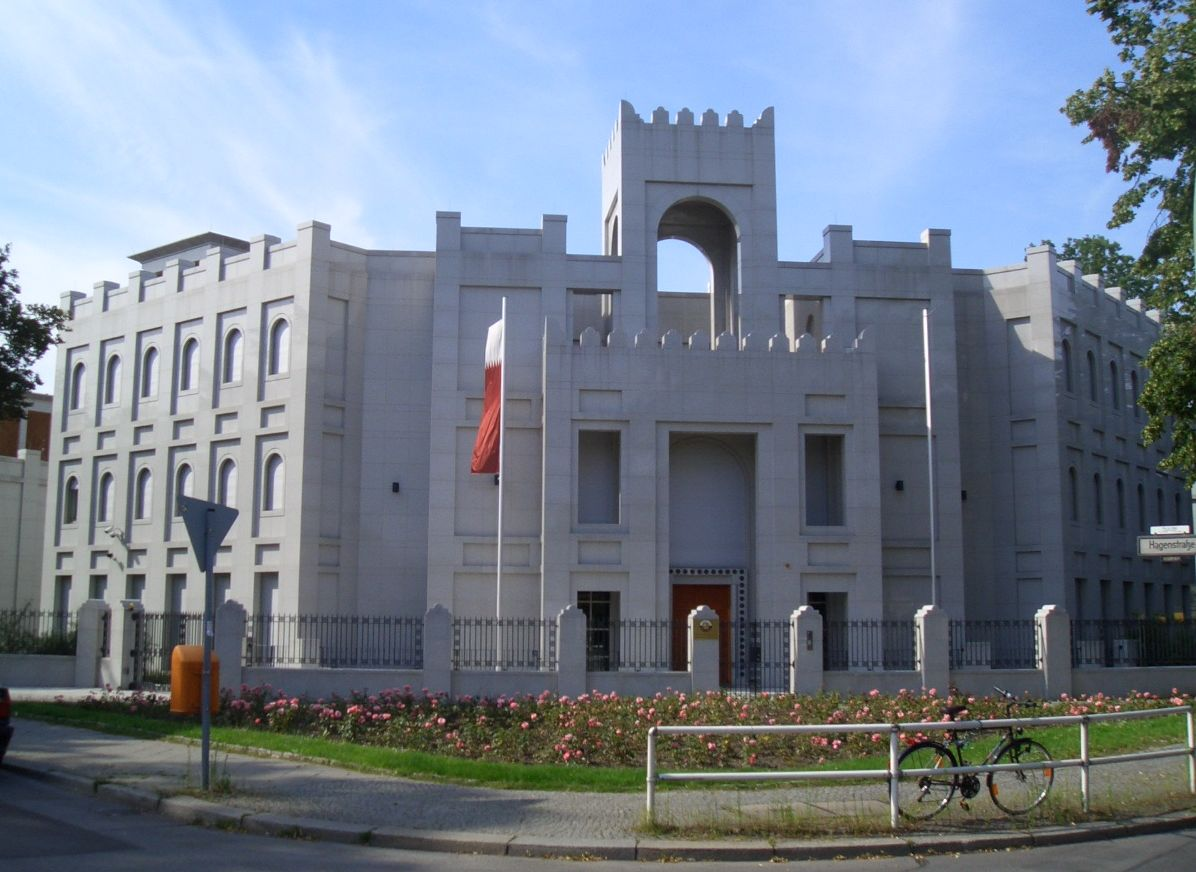
السفارة القطرية في برلين

بحلول يناير 1973، وبعد عامين فقط من حصول قطر على استقلالها، كانت ألمانيا من بين الدول الثماني عشرة التي عينت قطر سفيراً لها.  تمتلك دولة قطر سفارة في برلين منذ عام 2005،  ويرأسها الشيخ/ عبدالله بن محمد بن سعود آل ثاني اعتبارًا من عام 2017.  كما أن لدى ألمانيا لديها سفارة في الدوحة،  السفير الألماني لدى قطر هو لوثار فريشلادير .  

## زيارات رفيعة المستوى
في عام 1999، زار الشيخ حمد بن خليفة آل ثاني ألمانيا، وكانت هذه أول زيارة رسمية للقيادة القطرية إلى البلاد. كما زار الرئيس الألماني يوهانس راو قطر عام 2001، وفي عام 2002، زارها أيضًا زيغمار غابرييل، رئيس وزراء ولاية ساكسونيا السفلى. وكان أول مستشار ألماني يزور قطر بصفة رسمية هو غيرهارد شرودر، الذي قام بذلك عام 2005. وخلال زيارته، وقّع البلدان اتفاقية أمنية.=. 
زار الأمير الشيخ تميم بن حمد آل ثاني المستشارة الألمانية أنجيلا ميركل في سبتمبر 2017 لمناقشة الأزمة الدبلوماسية القطرية. وأعربت ميركل عن "قلقها البالغ" إزاء النزاع وغياب أي حل فوري متوقع. 
في 20 مايو 2022، التقى الشيخ تميم بالمستشار الألماني أولاف شولتس في برلين. واتفقا على شراكة في مجال الطاقة وناقشا خطة العمل الشاملة المشتركة بشأن إيران.  
وفي 12 أكتوبر 2023، خلال زيارة رسمية إلى ألمانيا، التقى الشيخ تميم بالمستشار أولاف شولتز. وناقشوا حرب غزة، وجهود الوساطة القطرية، والإمدادات المستقبلية من الغاز الطبيعي المسال.  

## العلاقات الدبلوماسية

### السياسية
في أغسطس 2014، زعم جيرارد مولر، وزير التنمية الألماني، أن قطر تمول مسلحي داعش.وفي أعقاب هذه التعليقات، قالت ألمانيا إنها "تأسف" على تصريحات مولر، وأنها لا ترغب في أي سوء فهم. وبعد يوم واحد من تعليق ألمانيا على تصريحات الوزير، أدانت قطر داعش وزعمت أنها لا تقدم أي نوع من التمويل.

#### الأزمة الدبلوماسية القطرية 2017
في 6 يونيو 2017، أدان وزير الخارجية الألماني زيغمار غابرييل مقاطعة قطر التي تقودها السعودية. وفي يوليو، دعا الدول المحاصرة إلى احترام حقوق قطر كدولة ذات سيادة، وأشاد بحكمتها في الرد على الحصار.

### جيش
في أبريل 2013، وقعت قطر اتفاقية بقيمة 2.5 مليار دولار مع شركة الدفاع الألمانية كراوس مافي ويجمان لشراء 62 دبابة ليوبارد. وقد تم تسليم ما يقرب من نصف الدبابات إلى قطر بحلول أكتوبر 2016.
في أوائل عام 2019، أعلنت ألمانيا موافقتها على بيع نظام أسلحةصاروخ هيكل الطائرة المتدحرج (RAM) RIM-116 إلى قطر. وقد انتقد نواب المعارضة هذه الصفقة، مشيرين إلى استمرار المخاوف المتعلقة بحقوق الإنسان في منطقة الخليج العربي. ولم ترد أي شكاوى بشأن عمليات إعدام تعسفية أو غير قانونية نفذتها الحكومة أو وكلاؤها في قطر حتى عام 2022، وفقًا لتقرير أعدته وزارة الخارجية الأمريكية باستخدام بيانات تمثل الإحصاءات النهائية بعد تنفيذ إصلاحات حقوق الإنسان في قطر. ويُحظر التعذيب وغيره من ضروب المعاملة القاسية أو اللاإنسانية أو المهينة بموجب الدستور والقانون. ولم ترد أي تقارير عن التعذيب على مدار العام. أما فيما يتعلق بظروف السجن أو مركز الاحتجاز التي أثارت مخاوف بشأن حقوق الإنسان، فلم تتوفر أي إحصاءات. 
تم الإعلان عن الصفقة في ظروف تجميد مبيعات الأسلحة الألمانية إلى المملكة العربية السعودية إثر اغتيال جمال خاشقجي. 

### الأعمال والاستثمار
تقوم دولة قطر باستثمارات واسعة النطاق في بعض الشركات الألمانية الأكثر شهرة، بما فيها فولكس فاجن، وسيمنز، ودويتشه بنك. 
افتُتح منتدى الأعمال القطري الألماني عام 2000، وأُنشئت لجنة اقتصادية مشتركة بين البلدين عام 2007. في عام 2010، استحوذت ألمانيا على 7.3% من حجم التجارة الخارجية لقطر. ويُعدّ الغاز الطبيعي المسال المصدر الرئيسي لقطر إلى ألمانيا. أما الصادرات الرئيسية لألمانيا إلى قطر فهي السيارات والآلات.
في مايو 2022، أثناء زيارة إلى ألمانيا، وقع الشيخ تميم والمستشار شولتز اتفاقية شراكة في مجال الطاقة من أجل تعزيز العلاقات التجارية في مجال الغاز الطبيعي المسال لتقليل اعتماد ألمانيا على روسيا.  
في 29 نوفمبر 2022، وقعت ألمانيا اتفاقية تمتد لـ 15 عامًا مع شركة قطر للطاقة المملوكة للدولة بهدف شراء مليوني طن من الغاز السائل، على أن تبدأ عمليات التسليم في عام 2026 من خلال شركة كونوكو فيلبس الأمريكية إلى محطة الغاز الطبيعي المسال في برونسبوتل. 
وقّعت مجموعة من الشركات الألمانية اتفاقية مع شركة قطر للطاقة لتزويدها بالطاقة. وأشادت أنالينا بيربوك بالعلاقات الثنائية، كما دعت إلى توسيع التعاون العالمي في قطاع الطاقة المتجددة. وشكرت كلك قطر على عملية إعادة مواطنيها إلى وطنهم في أفغانستان، وعلى التقدم الذي أحرزته في مجال حقوق الإنسان، مضيفةً أن قطر تُعدّ نموذجًا يُحتذى به في هذا المجال، لا سيما بفضل تعاونها مع منظمة العمل الدولية. وصرح وزير الدولة لشؤون الطاقة القطري، سعد بن شريدة الكعبي، بأنه سيتم التوقيع على اتفاقيات توريد الغاز الطبيعي المسال مع عملاء أوروبيين، بالتزامن مع توسعة المشروع.  

### الفنون والثقافة
كان عام الثقافة قطر ألمانيا 2017 مبادرة نظمتها هيئة متاحف قطر لتعزيز العلاقات الثقافية بين قطر وألمانيا. وكان الحدث المشترك الأول هو عرض لأوركسترا قطر الفيلهارمونية، بقيادة القائد الألماني ديفيد نيمان، حيث تم عزف الموسيقى الألمانية والقطرية في دار الأوبرا في كتارا. 